# Дэвис, Эдвард
Эдвард Грант Мартин Дэвис (англ. Edward Grant Martin Davis, более известный как Эд Дэвис; родился 13 февраля 1963 года) — старший офицер Королевской морской пехоты. Комендант-генерал Королевской морской пехоты с декабря 2011 по июнь 2014 года. Заместитель командующего Объединенным сухопутным командованием НАТО в Измире (Турция). С января 2016 по февраль 2020 года — губернатор Гибралтара.

## Ранние годы и образование
Родился в Херефорде, Херефордшир, Англия. Учился в Колрейнском академическом институте (графство Лондондерри, Северная Ирландия) и Кингс-колледже, где в 1998 году получил степень магистра военных наук.

## Военная карьера
В 1981 году был призван в Королевскую морскую пехоту. Служил в 40-м батальоне коммандос, полгода провёл на Фолклендских островах, а затем ещё полгода — на Кипре. В 1996 году поступил в Штабной колледж в Кемберли. В том же году занял должность начальника штаба Группы боевой поддержки, в этой должности руководил войсками в Боснийской войне. В 2007 году был назначен начальником штаба командующего британских десантных сил и направлен в Афганистан в качестве начальника по взаимодействию Международных сил содействия безопасности. В январе 2010 года назначен командиром 3-й бригады коммандос и снова отправился в Афганистан, на этот раз в качестве командующего оперативными силами Хелманд. В декабре 2011 года был назнвачен комендант-генералом Королевской морской пехоты.
10 января 2012 года Дэвису присвоено звание генерал-майора с выслугой с 28 ноября 2011 года. В июле 2014 года Дэвис сменил генерал-лейтенанта Гордона Мессенджера на посту заместитель командующего Объединёнными сухопутными силами НАТО (LANDCOM) в Измире.

## Гражданская карьера
1 октября 2015 года Форин-офис объявил, что Дэвис станет следующим губернатором Гибралтара после отставки Джеймса Даттона.

## Почетные звания и награды
- 14 июня 1996 года — кавалер Ордена Британской империи (МВЕ)[10]
- 31 декабря 2005 года — офицер Ордена Британской империи (OBE)[11]
- 23 марта 2012 — командор Ордена Британской империи (CBE) «в знак признания доблестной и безупречной службы в Афганистане в период с 1 апреля 2011 по 30 сентября 2011 года»[12][13]
- 14 июня 2014 года — компаньон Ордена бани (CB)[14]